# Saint-Raphaël (Dordogne)
Saint-Raphaël – miejscowość i gmina we Francji, w regionie Nowa Akwitania, w departamencie Dordogne.
Według danych na rok 1990 gminę zamieszkiwało 109 osób, a gęstość zaludnienia wynosiła 15 osób/km² (wśród 2290 gmin Akwitanii Saint-Raphaël plasuje się na 1067. miejscu pod względem liczby ludności, natomiast pod względem powierzchni na miejscu 1261.).